# Un monde sans fin
Cet article concerne le roman. Pour la mini-série, voir Un monde sans fin.
Ne doit pas être confondu avec la bande dessinée Le Monde sans fin.
 (décembre 2012).
Si vous disposez d'ouvrages ou d'articles de référence ou si vous connaissez des sites web de qualité traitant du thème abordé ici, merci de compléter l'article en donnant les références utiles à sa vérifiabilité et en les liant à la section « Notes et références ».
Un monde sans fin (titre original : World Without End) est un roman historique de Ken Follett paru en 2007. Il fait suite au roman Les Piliers de la terre (1989), mais les deux romans peuvent être lus indépendamment, les références au premier étant brèves.
L'histoire débute en 1327 avec quatre enfants témoins dans la forêt anglaise du meurtre de deux soldats au service de la reine par un chevalier, qui enterre ensuite une lettre dont le contenu pourrait mettre en danger la couronne d'Angleterre. Cette tuerie lie à jamais leur sort.
Le roman connaît lui aussi une suite, en 2017, avec Une colonne de feu.

## Résumé

### Première partie:1ernovembre 1327
Gwenda, une jeune voleuse de très misérable condition paysanne, dérobe adroitement sa bourse à Gérald Fitzgerald qui venait payer sa dette au prieur Anthony sur l'injonction de Roland, comte de Shiring, son cousin au second degré. Le comte Roland décide de donner les terres seigneuriales de sieur Gérald au prieuré en guise de paiement. Les Fitzgerald, descendants de Jack le Bâtisseur et d'Aliena de Shiring ne sont donc plus rien.
Merthin et Ralph, les deux jeunes fils de Gérald, font la connaissance de Caris, de la riche famille des Lainier, une jeune fille intelligente et différente.  Rejoints par Gwenda, ils jouent ensemble dans la forêt avec un arc très habilement fabriqué par Merthin. Ralph démontre son adresse au tir et révèle son caractère cruel en tuant un innocent petit chien.
Ils assistent soudain à une rixe entre un chevalier, Thomas Langley, et deux soldats de la reine.  Ralph et le chevalier tuent ces hommes d'armes. Gravement blessé au bras, Thomas demande à Merthin d'enfouir un parchemin au pied d'un chêne et lui fait promettre de ne jamais rien divulguer car il y va de leur vie. Les quatre enfants se font ensuite serment de ne jamais rien dire de cette aventure. 
Le comte Roland décide que Ralph est bâti pour devenir son écuyer, ce qui relève l'honneur perdu de sa famille, alors que son frère aîné, Merthin, n'est jugé bon par lui qu'à devenir charpentier.
Caris et Gwenda se lient d'amitié. Elles retrouvent Edmond, le père aimant de Caris, Pétronille, sa redoutable tante qui prétend que leur famille descend de Tom le Bâtisseur, sa sœur Alice, méchante et envieuse, et Cécilia,  la mère prieure. Caris développe effrontément l'idée que le Ciel n'est pas pour grand-chose dans la fortune des hommes et annonce qu'elle veut devenir médecin, ce qui est impossible à une femme.
Au prieuré, frère Godwyn, fils de Pétronille, n'obtient pas du prieur Anthony, qui est aussi son oncle, qu'il finance ses études à Oxford. Son ambition de lui succéder un jour se heurte ainsi à la pauvreté du prieuré. Mère Cécilia, qu'il sollicite parce que son monastère est mieux géré et plus riche, lui préfère un autre candidat, Saül Tête-Blanche. Pétronille décide alors de sacrifier ses biens à la carrière de son fils.
L'apparition de Thomas Langley provoque une querelle entre les moines-médecins, au savoir livresque mais sacré, et Matthieu le Barbier, au savoir basé sur l'observation et non sur les écrits antiques. Le prêtre Richard, fils cadet du comte de Shiring, fait irruption. Le chevalier lui arrache l'autorisation de se cacher désormais au prieuré en y devenant moine.
La mère de Caris et Alice meurt, vaincue par la maladie.

### Deuxième partie: 8 - 14 juin 1337
Dix ans plus tard. Incapable de ravir à sa sœur Caris le cœur de Merthin, Alice  a épousé maître Elfric le Bâtisseur qui a une fille d'un premier mariage, Griselda. Merthin approche de la fin de son apprentissage : libéré de la bêtise et de l'hostilité d'Elfric qui le forme et le loge, il pourra entrer dans la guilde des charpentiers et se marier avec Caris. Godwyn est maintenant le sacristain du prieuré. Philémon, le grand frère de Gwenda, se destine au clergé. Thomas, qui a perdu son bras blessé, est bien devenu frère Thomas. Saül Tête-Blanche est le prieur d'un ermitage qui dépend du prieuré. Edmond le Lainier est le prévôt des marchands de la ville. Enfin, Ralph est un des écuyers du comte Roland de Shiring et s'impatiente de ne pas être encore adoubé chevalier. La ville de Kingsbridge appartient toujours au prieuré qui en est le seigneur.
Merthin impressionne par son savoir le richissime marchand lainier florentin, Buonaventura Caroli, venu à Kingsbridge pour ses affaires. Une partie de la cathédrale s'étant soudainement effondrée, Merthin propose à Godwyn et à frère Thomas une méthode astucieuse et économique qu'ils retiennent, au grand dam d'Elfric son patron. Griselda parvient à séduire Merthin qui ignore qu'elle est enceinte. Elle, Elfric et Alice exigent qu'il l'épouse. 
Buonaventura Caroli révèle à Edmond que les grands acheteurs vont  préférer la foire voisine de Shiring à celle de Kingsbridge, défavorisée par l'étroitesse de son pont d'accès. Si Shiring est une ville libre où la guilde est souveraine, à l'inverse Kingsbridge dépend du prieur Anthony qui se montre un gestionnaire médiocre et conservateur. Edmond, qui est aussi son frère, tente en vain de le convaincre de bâtir un nouveau pont. Il rejette aussi la proposition de Caris de faire financer les travaux par la ville contre une juste compensation.
Ralph aime en secret la bru du comte, la belle Philippa. Il irrite le comte par des remarques sur le passé de frère Thomas. Il s'en prend grossièrement à Annet, promise au très séduisant manant Wulfric, lequel ose le frapper et lui infliger une blessure humiliante. Merthin et Philippa, témoins de la scène, désapprouvent le comportement de Ralph. Ce dernier prend Wulfric en haine. Gwenda est en secret amoureuse de Wulfric qui l'ignore. Elle obtient un philtre d'amour de Mattie la sage, une guérisseuse qu'admire Caris.
Godwyn désapprouve le laxisme du prieur Anthony : il laisserait en particulier trop cohabiter les moines et les religieuses. Conseillé par sa mère Pétronille, Godwyn sape l'autorité d'Anthony en vue de son éventuelle élection comme prieur. Il s'adjoint Philémon qui est sans morale. Par le chantage, il s'assure aussi le soutien de Richard, fils cadet du comte Roland et évêque de Shiring, qu'il a surpris au lit avec sa noble cousine alors qu'elle devait bientôt être mariée.
Caris prend dangereusement et en vain la défense de Nell la Folle, accusée de sorcellerie par le frère lai Murdo, prêcheur fanatique et démagogue. Ralph fait l'erreur d'une allusion au mystérieux et dangereux passé de frère Thomas en présence des Shiring.
Le père de Gwenda l'a échangée contre une vache avec Sim le Colporteur qui compte la prostituer à la bande des renégats de Tam l'Insaisissable. Rusée, elle tue son gardien et parvient à s'enfuir en direction de Kingsbridge, Sim sur ses talons. Au moment d'être rejointe sur le pont, celui-ci, dont Merthin avait repéré les fissures, bascule dans la rivière, faisant de nombreuses victimes. La catastrophe modifie les destins : Gwenda noie Sim ; Ralph sauve de la noyade le comte Roland gravement blessé et Matthieu le Barbier impose son expérience pour l'opérer d'une fracture du crâne ; Caris improvise remarquablement les secours ; Wulfric perd tous les siens ; le prieur Anthony meurt après avoir transmis son secret (à propos du parchemin ? de frère Thomas ?) à mère Cécilia.

### Troisième partie: juin - décembre 1337
Les sœurs et les frères aidés de Mattie la Sage, de Matthieu le Barbier et de Caris, tous savoirs médicaux confondus, œuvrent auprès des nombreux blessés.
Malgré les suppliques de Caris qu'il aime, Merthin décide d'être responsable : il entrera dans la famille d'Elfric et liera son sort au sien. Mais il découvre, avec l'aide de Caris, qu'il ne peut être le père de l'enfant à naître de Griselda. Après une violente dispute avec Elfric, Merthin quitte définitivement son maître  d'apprentissage. Caris encore l'aide à rebondir : Merthin se fait engager pour conduire la réfection d'une église et propose d'utiliser une ingénieuse grue de son invention.
Merthin explique à Edmond qu'il faut bâtir un nouveau pont en pierre et non en bois, même si cela prendra trois ans au détriment du commerce et des taxes de Kingsbridge, et qu'on peut installer un ingénieux système de bac en attendant. Mais, le refus du prieuré n'a pas disparu avec Anthony : le sous-prieur Carlus, qui s'est avec faveur déclaré pour lui succéder, ne veut rien entendre.
Secrètement, Godwyn brigue aussi la succession. Il enquête sur le secret de frère Thomas pour mieux s'en débarrasser et découvre que c'est la reine-mère elle-même qui avait forcé son entrée dans les ordres. Godwyn négocie avec Thomas un prétendu ticket gagnant : Thomas prieur et lui sous-prieur, plus la promesse d'édifier le pont afin d'avoir l'appui de la ville et ainsi emporter la validation de l'élection par l'évêque Richard et le comte Roland. Puis, manœuvrant Carlus, il le pousse à renoncer à l'élection. Mais le comte Roland intervient : c'est son neveu Saül Tête-Blanche et non pas Thomas qui sera prieur.
Mais cette hypothèse pourrait permettre au comte de s'opposer à la construction d'un pont qui défavoriserait la foire de sa ville de Shiring. Que faire ? Convaincre Saül de refuser à se présenter et persuader le comte de soutenir l'élection d'un candidat impossible, Murdo, le prêcheur ivrogne. Il ne reste plus qu'à obliger Thomas à se retirer à son tour en arguant de son secret si dangereux pour tous. Godwyn est élu prieur. Pour obtenir sa validation, il fait chanter le comte en révélant la défloration de sa nièce par son fils Richard alors qu'elle est promise à une riche et utile alliance.
Caris et Merthin apprennent par hasard que Thomas avait une famille avant de devenir moine pour sa survie. Caris, qui se veut libre, objecte contre le mariage et contre mère Cécilia qui la voudrait religieuse. Elle se donne à Merthin.
Gwenda obtient de Mattie un philtre d'amour pour séduire Wulfric. Elle s'attache à ses pas, d'autant qu'elle refuse de revenir près de son père, prêt à la vendre à nouveau. Pour se voir attribuer les terres de son père, Wulfric doit attendre la nomination d'un nouveau seigneur par le comte Roland. Il est cependant autorisé à  les travailler. Gwenda, en dépit de la jalousie d'Annet, aide seule Wulfric à qui on a volé son unique cheval de labour et ils se tuent ensemble à la tâche. 
Merthin décide de construire deux ponts appuyés sur une île de la rivière. Mais Elfric détruit ses plans. En vain : Merthin, soutenu par Thomas et Edmond, explique et démontre son projet, et remporte la commande au détriment d'Elfric. Berné par Caris, Godwyn autorise finalement la construction. Philémon, en récompense de ses services, accède au noviciat.
Le comte fulmine contre ce pont qui va l'appauvrir. Mandaté par lui pour convaincre Merthin d'abandonner le projet, Ralph échoue. Pour se racheter, Ralph propose d'entraver l'avancée des travaux et y parvient au prix d'un assassinat et de l'affection de Merthin pour lui. Pour le récompenser, Roland lui donne la seigneurie de Wigleigh à laquelle sont rattachées les terres de Wulfric. Ralph, de plein droit, lui retire son héritage. Annett, déçue, rejette Wulfric et en épouse un autre. Wulfric a tout perdu : désorienté, il couche avec Gwenda. Celle-ci se donne inutilement à Ralph pour qu'il rende ses terres à Wulfric.
Pour contrer les entraves du comte à l'avancée des travaux du pont, la ville, épaulée par l'avocat Gregory Longfellow, en appelle à la justice du roi et gagne. Merthin emploie tout son génie à rattraper le temps perdu.
Coup sur coup, Gwenda tombe enceinte de Wulfric et Caris de Merthin. Caris refuse de porter l'enfant et avorte avec l'aide de Mattie la Sage. Sa soif de liberté (n'être ni épouse ni mère) l'éloigne de Merthin.

### Quatrième partie: juin 1338 - mai 1339
6 mois plus tard. En 1338, Kingsbridge, handicapé par la perte de son pont d'accès, connaît une foire à la laine catastrophique. Edmond le Lainier est acculé à la ruine et sa santé mentale s'en trouve affectée. Le financement du nouveau pont n'est maintenant plus possible.  
Gwenda est mariée à Wulfric. Sauvée lors de l'accouchement par Mattie la Sage, elle donne vie à un garçon, Samuel. Caris note sa ressemblance avec les frères Fitzgerald et soupçonne avec effroi la paternité de Ralph.
Godwyn a achevé de réorganiser le prieuré selon les strictes règles de sa misogynie. Soucieux de sa gloire, il veut faire bâtir une nouvelle maison de prieur qui soit un palais de pierre. Comment le financer ? Philémon, devenu enfin novice, lui suggère de pressurer les serfs du prieuré, ce dont Godwyn le charge. Une demande de fonds auprès de mère Cécilia se heurte à une fin de non-recevoir railleuse. Philémon a une autre bonne idée : rétablir les anciens bans sur les moulins, sur les foulons à laine et sur les élevages de poissons et de lapins.
Caris, pour conjurer la faillite des lainiers en gros, propose qu'ils se fassent aussi teinturiers et tisserands, contrôlant ainsi toute la filière, du produit brut - la laine - au produit fini - le tissu teint. Elle parvient, seule et longuement, à percer les secrets de l'alun qui fixe les couleurs. Caris et Merthin ouvrent un atelier de foulage hors de la juridiction de Godwyn sur les terres de Ralph.
Les bourgeois de Kingsbridge sont déboutés par le juge du roi de leur plainte contre les abus de droit du prieuré. Seule l'obtention d'une charte royale sauverait leurs deux projets en cours : la prospère filière de tissage imaginée par Caris et le pont novateur imaginé par Merthin. Pire, ce dernier en est soudainement écarté par Godwyn au profit d'Elfric. Menaçant alors de partir pour Florence en abandonnant à elles-mêmes ses deux amoureuses - Caris qui ne veut pas se marier et Elisabeth Leclerc qu'il ne veut pas épouser -, Merthin arrache le consentement ultime de Caris. Perdante haineuse, Elisabeth entre au couvent.
Après une partie de chasse perdue, furieux, Ralph, qu'assiste son écuyer Alan Fougère, se venge sur Annet en la violant. L'affaire est du ressort du seigneur William car le crime a eu lieu sur ses terres : Ralph risque la pendaison. Merthin tente vainement de financer un accord à l'amiable avec Annet. Mais Ralph, grâce aux complicités du comte Roland, échappe à la justice. Lui et Alan vivent alors en proscrits, volant et assassinant, puis intègrent la bande cruelle des hors-la-loi de Tam l'Insaisissable. Repris par une milice de Kingsbridge à laquelle Merthin, désespéré mais responsable, a révélé sa cachette, Ralph est pardonné et libéré à condition de partir en Normandie où le roi fait la guerre.
La demande d'une charte royale est en bonne voie. L'influence de Caris sur la guilde des marchands grandit. Mais, diminué par une attaque cérébrale, Edmond abandonne la prévôté des marchands. Son gendre Elfric, qu'enrichira encore plus la part d'héritage d'Alice au décès de son père, est le plus à même de l'emporter sur Caris pour lui succéder. Godwyn et Philémon, désormais son âme damnée, montent un procès en hérésie contre elle et Mattie la Sage. Le départ secret et précipité de cette dernière fait comprendre à Caris qu'elle est désormais l'unique dépositaire de ses savoirs d'herboriste. Le procès en sorcellerie contre Caris voit témoigner contre elle Elisabeth, Elfric et le frère lai Murdo. Elle se défend avec intelligence mais ne peut rien contre ce grain de beauté qu'elle porte près du sexe et qui passe pour être la marque du diable. Mère Cécilia et l'évêque Richard trouvent une parade terrible : le procès et la sentence de mort seront ajournés tant que Caris sera religieuse.
Désespéré de ne jamais plus la revoir, Merthin quitte l'Angleterre pour Florence.

### Cinquième partie: mars 1346 - décembre 1348
Presque 7 années plus tard. Caris a prononcé ses vœux perpétuels de religieuse et est responsable de l'hospice, ainsi que de l'école où enseigne la sœur Mair. Parmi les élèves, la jeune Matilda (ou Tilly) de Shiring, riche orpheline et nièce du comte. Philémon est devenu sous-prieur. Godwyn a vu ses ambitions ternir : malgré une gestion sévère - ou à cause d'elle -, il n'a jamais pu enrichir le prieuré ni financer son palais. Au décès d'Edmond, Elfric est devenu prévôt des marchands. Le comte Roland, l'évêque Richard, William et Ralph guerroient toujours en France. Ralph espère en vain le titre de chevalier.
Une forte donation au couvent incite Mère Cécilia à faire aménager à ses frais une salle du trésor pour laquelle elle doit avoir l'assentiment de Godwyn. Elle rejoint ainsi sans le savoir le vœu secret du prieur : faire un jour main basse sur la fortune du couvent. En attendant, il s'octroie l'accès aux précieuses chartes des deux ordres mais promet d'en faire faire des copies publiques. Lui et Philémon volent sans aucun scrupule une partie de la donation au couvent afin de lancer la construction du palais qui magnifiera le prieuré.
Ils entrevoient le moyen de s'attirer le soutien d'Elisabeth contre le couvent : favoriser injustement sa famille dans l'attribution d'une terre. Cette stratégie porte ses fruits car, grâce à l'avertissement d'Elisabeth, ils déjouent in extremis le recomptage imprévu du trésor du couvent, que Caris, toujours soupçonneuse, a exigé.
Caris, bouleversée, apprend que Merthin a épousé Silvia Christi, la fille d'un des grands notables de Florence, juste après qu'elle eut prononcé ses vœux, qu'il a une petite fille, Lolla, et qu'il est un architecte prospère et bien en vue.
En observant les progrès d'une épidémie qui affecte la région, Caris comprend qu'elle se transmet par la proximité des malades et des bien portants. Cécilia soutient alors son projet de construction d'un nouvel hospice pour bien séparer l'hôpital et l'hôtellerie. Mais, devant le refus étrange et obstiné de Godwyn de leur céder un terrain, Caris en devine la raison : les religieuses vont découvrir le vol de leur trésor. Accusé publiquement et confondu par Caris, Godwyn rétorque qu'il s'agissait de l'argent de Dieu et non d'un prétendu don fait au couvent par testament - il a préventivement détruit le document. Pour obtenir justice et réparation, Caris décide d'en référer directement à l'évêque Richard qui bataille en Normandie.
Elle entreprend ce voyage avec Mair, amoureuse d'elle et aux avances desquelles, sans y être insensible, elle ne répond pas. Elles traversent la Manche, découvrent un pays désolé par la guerre. Au spectacle d'un couvent massacré par les troupes anglaises, elles se déguisent, pour plus de sûreté, en pages. Elles se retrouvent brièvement enrôlées par le chirurgien du roi de France et assistent près de Crécy à la déroute de la chevalerie française face aux archers anglais. Elles finissent par rejoindre les leurs, mais c'est pour apprendre la mort au combat du comte Roland et de son fils Richard. Caris échoue finalement à obtenir justice du roi qui se déclare incompétent. Le nouvel évêque nommé, Henri de Mons, refuse d'intervenir dans ce conflit qui lui est antérieur.
Ralph, qui s'est fait remarquer par son courage au combat, est enfin fait chevalier. Le roi lui donne en mariage la jeune Tilly avec le manoir et la seigneurie de Tench. Mais le nouveau comte William s'oppose à son anoblissement.
À Wigleigh, Wulfric et Gwenda qui se débattent dans la misère arrachent l'exploitation d'une terre en déshérence mais il leur faudra l'accord final de leur seigneur, Ralph. Celui-ci, rentré de France, défend ses prérogatives face à ses suzerains, William et Philippa, quant au choix d'un bailli et à la date de son mariage avec Tilly.
La grande mort de la peste s'est abattue sur l'Italie. A Florence, Merthin et Lolla en ont réchappé - se trouvant ainsi immunisés - mais Silvia et ses parents en sont morts. Merthin, que plus rien ne retient en Italie, met ses affaires en ordre et retourne avec sa fille à Kingsbridge. Il y constate avec tristesse que ses ennemis ont pris le pouvoir pour ne rien changer. Caris et lui se revoient : il la presse de rompre ses vœux, mais Caris ne se sent pas assez libre pour renoncer à la richesse de sa nouvelle vie. Et elle est toujours menacée d'une sentence de mort pour sorcellerie.
Merthin démontre à tous face à Elfric la justesse de ses plans initiaux concernant le nouveau pont, plan qu'Elfric n'a pas respecté : l'édifice est gravement fragilisé. C'est aussi le cas de la tour de la cathédrale qu'il n'a pas su consolider et qui penche et se fissure de plus en plus. Merthin est officiellement chargé des piles du pont et Jérémie, son ancien élève, de sonder les fondations de la tour : il s'avère qu'il faudra la démonter pour en bâtir une nouvelle.
À la demande de Caris, Merthin intercède en vain en faveur de Wulfric auprès de son frère toujours obsédé par la vengeance et par la volonté d'être craint. Ralph a épousé la très jeune Tilly et en a un garçon.
Elfric, déconsidéré en tant que bâtisseur, est menacé de perdre la prévôté face à la candidature de Marc le Tisserand. Mais la peste, qui a traversé la France, entre en Angleterre. Marc, Mair, Mère Cécilia font partie des nombreuses victimes. Caris met en place des règles sanitaires strictes et novatrices : hygiène des mains, port d'un masque, périmètre d'isolement.
Avant de mourir, Cécilia lui a demandé de lui succéder et lui a transmis le secret reçu du père Anthony : la reine-mère et son amant avaient fait assassiner l'ancien roi. Godwyn, Philémon et sœur Elisabeth qui veut devenir la prieure s'emploient à former une opposition à Caris parmi les religieuses : ses conseils d'hygiène seraient inutiles et relèveraient de la sorcellerie. Mais la peste tue sans appel les sœurs qui ont refusé de porter le masque : Caris avait raison, elle est élue prieure. Encore faut-il que l'évêque ratifie son élection.
Quant à Elfric, sans concurrent, il est réélu prévôt. Godwyn lui confie le projet de reconstruire la tour de la cathédrale, écartant ainsi le projet révolutionnaire du plus haut édifice du royaume auquel Merthin s'attelait avec passion.
La peste progresse : on ne sait où enterrer les morts. À la mort de sa mère, Godwyn, affolé et désemparé, ordonne aux moines survivants de fuir lâchement le prieuré - mais en emportant toutes ses richesses -, et d'abandonner la ville et tous ses habitants à la maladie que leur statut leur commandait pourtant de combattre : ce que ne peut que constater l'évêque, furieux, venu pour circonscrire Caris et reprendre le couvent en main après une dénonciation de Godwyn lui-même.

### Sixième partie: janvier 1349 - janvier 1351
L'évêque Henri et l'archidiacre Lloyd sont outrés par la désertion et le vol commis par les moines. Sœur Élisabeth tente en vain de les justifier. Caris est confirmée dans ses fonctions de prieure et arrache même la promesse que son procès en sorcellerie sera révisé. Caris constate que la peste s'attaque aussi au lien social et aux âmes (prostitution, vols, bagarres, ivresse) : elle obtient de l'évêque d'agir aussi en tant que prieure du prieuré et suzeraine de la ville par délégation. L'opposition frontale d'Elfric tombe à plat et le déconsidère définitivement aux yeux des habitants.
Godwyn et les quelque trente religieux encore vivants se sont réfugiés à l'ermitage de Saint-Jean-des-Bois, toujours dirigé par Saül Tête-Blanche. Celui-ci, outré par le vol du trésor de l'abbaye et par l'arrogance de Godwyn, conteste son autorité. Godwyn et Philémon enterrent en secret le trésor dans l'église. L'irruption de la bande de Tam l'Insaisissable touchée par la peste oppose Saül soucieux de sa mission sacrée de secourir les faibles à Godwyn obsédé par la peur de mourir : l'ermitage reste fermé. Mais la peste est déjà entrée, transportée par les moines de Kingsbridge.
Elfric succombe à son tour, permettant ainsi à Merthin d'être élu prévôt de la guilde. Caris et lui s'emploient à maintenir l'ordre social. Caris ouvre un orphelinat. La peste tue un habitant sur sept et près de la moitié des religieuses. Caris est maintenant beaucoup secondée par une nouvelle sœur, Joan.
Tam, malade, s'en vient mourir à l'hospice et révèle à Caris la cachette de Godwyn. Caris, mandatée par l'évêque Henri, et Merthin se rendent à  l'ermitage qu'ils trouvent ravagé par la peste. Frère Thomas et Godwyn sont parmi les survivants, Philémon s'est enfui. Godwyn, isolé, l'âme rongée, se justifie et annonce qu'il va lui-même restituer le trésor à l'évêque pour se réhabiliter à ses yeux. Mais la peste l'a touché. Tandis qu'il délire atrocement, Caris, Merthin et Thomas cherchent le trésor et finissent par comprendre que Godwyn et Philémon, au prix d'un sacrilège, l'ont substitué au corps d'un moine dans une tombe. Ils récupèrent ainsi les précieux objets de culte, les saintes reliques et les chartes du prieuré. Godwyn connaît une fin hallucinée, basculant de lui-même dans la fosse.
Caris et Merthin renouent clandestinement des relations amoureuses.
En bonne administratrice, Caris relance ses exploitations agricoles, distribue aux paysans survivants les bonnes terres en jachère, les libère des servitudes féodales et augmente les salaires des journaliers. Ralph, furieux de cette concurrence qui le prive de main-d’œuvre et de ces manquements aux traditions, la menace.
Caris fait recopier toutes les chartes par sécurité. Elle découvre ainsi que la reine Isabelle avait donné une ferme au prieuré pour que Thomas Langley y soit admis comme novice. Thomas la met en garde. Merthin et Caris devinent que le document est lié à la mort suspecte d'Édouard II et qu'il accuse la reine Isabelle.
Attirés par les avantages qu'octroie le prieuré à ses paysans, Gwenda et les siens quittent clandestinement la seigneurie de Wigleigh. Ralph tente de les récupérer par la force, mais les paysans s'y opposent. Un décret royal, espéré par les propriétaires, vient alors stipuler que tout homme doit travailler pour son seigneur d'origine : Ralph, dans son droit, ramène Wulfric, la corde au cou, ainsi que Gwenda et leurs deux fils, à Wighley.
William et ses deux fils, Rollo et Rick, sont emportés par la peste, laissant Philippa à la disposition du roi. Ralph comprend les avantages de la situation. À condition d'écarter le seul obstacle à ses ambitions et à son désir : son mariage avec Tilly. Une entrevue avec Longfellow lui laisse entrevoir que le roi lui donnera Philippa s'il parvient à récupérer le parchemin que l'avocat croit caché au couvent. Tilly, qui se sent menacée de mort par Ralph, se réfugie au couvent. Sous prétexte de la récupérer, Ralph vient au prieuré avec l'intention de trouver le parchemin. Merthin et Thomas déjouent ses plans. Il organise alors un véritable assaut nocturne du prieuré, ce qui est un crime : encagoulé, il fait main basse sur l'ensemble des parchemins et poignarde à mort Tilly, satisfaisant ainsi aux deux conditions qui lui livreront Philippa et le titre de comte.
La peste s'amplifie, corrompant les corps et les cœurs, fauchant de nombreuses vies malgré les mesures préventives prises par Merthin et Caris. La ville s'abandonne au chaos et à la débauche. Caris pense qu'il lui faut la réanimer et la mobiliser avec des projets neufs : un nouveau mur d'enceinte, un hôtel-Dieu moderne et la plus haute tour de cathédrale d'Angleterre. Le prieuré et le couvent sont riches : nombreux legs apportés par la peste, nomination de jeunes baillis progressistes, fermages sans obligations coutumières, développement des pâturages. L'évêque la soutient, y compris pour l'obtention du statut de ville franche, lequel dopera le commerce et favorisera l'émergence d'un vrai pouvoir communal.
Philémon resurgit et justifie habilement son absence et sa réapparition. Il exige en vain de Caris d'avoir accès à l'argent du prieuré. Caris sait qu'elle a là un ennemi implacable qui ignore le sens du bien et du mal, la honte et le remords. Elle fait expulser de la ville Murdo et sa troupe de flagellants qui faisaient la quête pour le compte de Philémon. L'évêque nomme Philémon, par défaut et par force, prieur provisoire sans aucun pouvoir de gestion et il lui interdit l'accès au palais du prieur. Il confie à frère Thomas le trésor du prieuré avec mission de financer l'érection de la tour imaginée et bâtie par Merthin. Enfin, il interdit à Caris toutes relations - a fortiori sexuelles - avec Merthin.
Longfellow contraint Philippa au mariage avec Ralph sous la menace que ce soit sa fille Odila qu'il épouse si elle refuse. Philippa se contente de jouer à l'épouse parfaite, Ralph ne la désire plus. Elle lui propose une séparation honorable : elle se retire du monde dans un couvent. Elle devient l'amante adultère de Merthin qui  entretient une relation amoureuse cachée avec elle. Elle tombe enceinte et parvient à faire endosser la paternité à Ralph en couchant avec lui une ultime fois et malgré le dégoût qu'il lui inspire. Elle et Merthin conviennent de mettre un terme définitif à leur relation.
Caris, dont les connaissances médicales - qu'elle a consignées dans un ouvrage novateur qui fait autorité - gênent l'Église, se voit retirer la charge de l'hôtel-Dieu au profit d'un nouvel arrivant, Frère Sime. En représailles, elle se met en retrait. Les habitants de Kingsbridge, qui l'adorent, n'approuvent pas la situation : ils désertent l'hospice et menacent de ne plus financer la nouvelle tour de la cathédrale. Philémon et l'évêque interviennent. Caris menace de rompre ses vœux. Merthin obtient finalement de l'évêque - qui veut sa tour - que soit bâti un nouvel hospice dont la directrice laïque sera Caris, relevée de ses vœux.

### Septième partie: mars - novembre 1361
Dix années plus tard. Wulfric a 40 ans ; David, son fils, et Sam (qu'il ignore être celui de Ralph) sont devenus des hommes. Caris et Merthin se sont mariés. Philémon préside toujours aux destinées de l'abbaye. Merthin a achevé la tour de la cathédrale. Reste à ériger sa flèche octogonale. Caris dirige l'hospice Saint-Elisabeth et c'est Joan, devenue prieur, qui dirige le prieuré.
Sam a disparu. Gwenda apprend qu'au mépris de la loi, il a fui Wigleigh pour Outhenby afin d'y être engagé à meilleur prix. Elle part vite le rejoindre, suivie par Jonno, le rusé fils du bailli et l'ennemi juré de Sam. Pour échapper à son arrestation, Sam tue Jonno avec sauvagerie. Finalement rattrapé, il est jugé et condamné à la pendaison. Merthin intervient en vain auprès de son frère. Gwenda révèle alors à Ralph qu'il est le père de Sam à qui il a légué son instinct meurtrier : Sam est gracié.
Lolla disparaît à son tour après une dispute avec son père, mécontent qu'elle fréquente la bande de Jake Riley, un séduisant voyou, voleur de chevaux. Elle réapparaît après une fugue de quinze jours mais, maladroitement accueillie par Merthin, se volatilise à nouveau.
L'ambitieux Philémon flatte les hautes autorités du clergé : il s'attaque en prêche à la dissection des cadavres - une pratique interdite mais tolérée car nécessaire aux progrès de la médecine - ; il décide de faire bâtir, au lieu de la flèche, une chapelle vouée à la Vierge, un culte très en vogue. Il flatte le roi en se déclarant favorable à la taxation du clergé. Or, la mort de l'archevêque de Monmouth va le servir : l'élection quasi-certaine d'Henri de Mons laissera vacant l'évêché de Kingsbridge et Shiring qu'il convoite. Mais le pouvoir royal tient à contrôler ces deux élections par l'entremise de Gregory Longfellow. Ce dernier, opposé à l'élection probable de Philémon, demande à Merthin d'intervenir en tant que prévôt. Caris et Merthin proposent alors une contre-candidature, celle du chanoine Claude, l'amant d'Henri, qui à son tour suggère d'éloigner Philémon en le faisant nommer ambassadeur d'Angleterre auprès du pape à Avignon.
Rusé, David a patiemment entrepris de cultiver illégalement de la garance avec laquelle on produit la précieuse teinture rouge. Mais Nathan le Bailli, haineux, découvre la plantation clandestine. Le comte Ralph inflige trois punitions à la famille de Gwenda : il saccage la plantation, convainc Sam de quitter Wigleigh pour devenir son écuyer et ne consent pas au mariage de David avec Amabel, la fille d'Annet. Cependant, David relance sa culture et écoule la teinture.
La peste est soudain de retour.  Caris et Merthin organisent une sévère mise en quarantaine de la ville pour freiner l'épidémie dont les malades seront strictement isolés. Tous les moines s'enfuient à Saint-Jean-des-Bois. La peste vide les campagnes, ce qui force Ralph à des concessions pour l'exploitation de ses terres à l'abandon : il accepte ainsi que David épouse Amabel, cultive la garance et reprenne en libre métayage - et non en fermage coutumier - les terres de sa belle-mère, mais il exige que sa mère, Gwenda, vienne au château chercher le contrat écrit. Il la force à coucher à nouveau avec lui sous la menace de révéler à Wulfric qu'il n'est pas le père de Sam.
Frère Thomas, devenu sénile, s'éteint. Ce décès lie Merthin à une promesse faite 34 ans plus tôt au chevalier Thomas Langley : déterrer la lettre cachée et la confier à un prêtre. Il la lit : le roi précédent, Édouard II, écrit à son fils, l'actuel Édouard III, que la reine et son amant ont décidé sa perte, qu'il est pourchassé par leurs sbires, le comte Roland de Shiring et ses fils, et qu'il a feint de disparaître à jamais pour leur échapper et quitter l'Angleterre. Merthin décide d'enterrer à nouveau cette lettre dont l'intérêt et le risque appartiennent à un passé révolu.
Gwenda rêve de tuer Ralph quand il lui impose un rendez-vous secret dans une chaumière écartée. Mais Sam s'inquiète pour sa mère et la suit. Il surgit juste avant le viol de Gwenda. Ralph, qui ne veut pas tuer son fils, est blessé à mort par lui, tandis que Gwenda poignarde l'écuyer Alan Fougère. Puis elle tranche la gorge de Ralph juste avant qu'il ne révèle leur secret à Sam. Gwenda maquille les crimes pour faire croire à une querelle entre les deux hommes qui aurait mal tourné.
Après six mois, la peste est vaincue. Kingsbridge, rouvert, fête Caris. L'étoffe écarlate fait désormais la renommée de la ville. Gerry, tout jeune fils de Ralph et Tilly, est fait comte de Shiring. Lolla, seule de la bande de Jake Riley à avoir réchappé de la peste, rentre enfin de sa longue fugue et demande à Caris de lui enseigner l'art de guérir. Survient un dernier double coup de théâtre : contre toute attente, le roi a décidé de nommer Philémon évêque, mais Merthin offre à Gregory Longfellow de récupérer la lettre  - entre-temps volée par Philémon pour se prémunir contre les caprices du roi - contre la promesse de nommer le chanoine Claude évêque.
Philémon part pour Avignon, tandis que Merthin et Caris montent dans les échafaudages de la flèche maintenant achevée. Celle-ci surmonte une immense croix au pied de laquelle est agenouillé un ange qui a le visage de Caris.

## Personnages
|  |  |  |  |            |            |            |            |            |            |  |  | Agnès | Agnès | Agnès | Agnès | Agnès             | Agnès             |                   |                   | Tom le Bâtisseur    | Tom le Bâtisseur    | Tom le Bâtisseur    | Tom le Bâtisseur    | Tom le Bâtisseur    | Tom le Bâtisseur    |  |  |                               |                               |                               |                               | Ellen                         | Ellen                         | Ellen | Ellen | Ellen             | Ellen             |                   |                   | Jack Sharebourg        | Jack Sharebourg   | Jack Sharebourg   | Jack Sharebourg   | Jack Sharebourg   | Jack Sharebourg   |        |        |        |        |  |  |          |          |          |          |          |          |  |  |         |         |         |         |                        |                        |                        |                        |                          |                          |                          |                          |                          |                          |  |  |          |          |          |          |          |          |  |  |  |  |  |  |  |  |  |  |  |  |  |  |  |  |  |  |  |  |  |  |  |  |  |  |  |  |  |  |
|  |  |  |  |            |            |            |            |            |            |  |  | Agnès | Agnès | Agnès | Agnès | Agnès             | Agnès             |                   |                   | Tom le Bâtisseur    | Tom le Bâtisseur    | Tom le Bâtisseur    | Tom le Bâtisseur    | Tom le Bâtisseur    | Tom le Bâtisseur    |  |  |                               |                               |                               |                               | Ellen                         | Ellen                         | Ellen | Ellen | Ellen             | Ellen             |                   |                   | Jack Sharebourg        | Jack Sharebourg   | Jack Sharebourg   | Jack Sharebourg   | Jack Sharebourg   | Jack Sharebourg   |        |        |        |        |  |  |          |          |          |          |          |          |  |  |         |         |         |         |                        |                        |                        |                        |                          |                          |                          |                          |                          |                          |  |  |          |          |          |          |          |          |  |  |  |  |  |  |  |  |  |  |  |  |  |  |  |  |  |  |  |  |  |  |  |  |  |  |  |  |  |  |
|  |  |  |  |            |            |            |            |            |            |  |  |       |       |       |       |                   |                   |                   |                   |                     |                     |                     |                     |                     |                     |  |  |                               |                               |                               |                               |                               |                               |       |       |                   |                   |                   |                   |                        |                   |                   |                   |                   |                   |        |        |        |        |  |  |          |          |          |          |          |          |  |  |         |         |         |         |                        |                        |                        |                        |                          |                          |                          |                          |                          |                          |  |  |          |          |          |          |          |          |  |  |  |  |  |  |  |  |  |  |  |  |  |  |  |  |  |  |  |  |  |  |  |  |  |  |  |  |  |  |
|  |  |  |  |            |            |            |            |            |            |  |  |       |       |       |       | Martha            | Martha            | Martha            | Martha            | Martha              | Martha              |                     |                     |                     |                     |  |  |                               |                               |                               |                               |                               |                               |       |       | Jack le Bâtisseur | Jack le Bâtisseur | Jack le Bâtisseur | Jack le Bâtisseur | Jack le Bâtisseur      | Jack le Bâtisseur |                   |                   | Aliéna            | Aliéna            | Aliéna | Aliéna | Aliéna | Aliéna |  |  |          |          |          |          |          |          |  |  |         |         |         |         |                        |                        |                        |                        |                          |                          |                          |                          |                          |                          |  |  |          |          |          |          |          |          |  |  |  |  |  |  |  |  |  |  |  |  |  |  |  |  |  |  |  |  |  |  |  |  |  |  |  |  |  |  |
|  |  |  |  |            |            |            |            |            |            |  |  |       |       |       |       | Martha            | Martha            | Martha            | Martha            | Martha              | Martha              |                     |                     |                     |                     |  |  |                               |                               |                               |                               |                               |                               |       |       | Jack le Bâtisseur | Jack le Bâtisseur | Jack le Bâtisseur | Jack le Bâtisseur | Jack le Bâtisseur      | Jack le Bâtisseur |                   |                   | Aliéna            | Aliéna            | Aliéna | Aliéna | Aliéna | Aliéna |  |  |          |          |          |          |          |          |  |  |         |         |         |         |                        |                        |                        |                        |                          |                          |                          |                          |                          |                          |  |  |          |          |          |          |          |          |  |  |  |  |  |  |  |  |  |  |  |  |  |  |  |  |  |  |  |  |  |  |  |  |  |  |  |  |  |  |
|  |  |  |  |            |            |            |            |            |            |  |  |       |       |       |       |                   |                   |                   |                   |                     |                     |                     |                     |                     |                     |  |  |                               |                               |                               |                               |                               |                               |       |       |                   |                   |                   |                   |                        |                   |                   |                   |                   |                   |        |        |        |        |  |  |          |          |          |          |          |          |  |  |         |         |         |         |                        |                        |                        |                        |                          |                          |                          |                          |                          |                          |  |  |          |          |          |          |          |          |  |  |  |  |  |  |  |  |  |  |  |  |  |  |  |  |  |  |  |  |  |  |  |  |  |  |  |  |  |  |
|  |  |  |  |            |            |            |            |            |            |  |  |       |       |       |       |                   |                   |                   |                   |                     |                     |                     |                     |                     |                     |  |  |                               |                               |                               |                               |                               |                               |       |       |                   |                   |                   |                   | Thomas comte de Shring |                   |                   |                   |                   |                   |        |        |        |        |  |  |          |          |          |          |          |          |  |  |         |         |         |         |                        |                        |                        |                        |                          |                          |                          |                          |                          |                          |  |  |          |          |          |          |          |          |  |  |  |  |  |  |  |  |  |  |  |  |  |  |  |  |  |  |  |  |  |  |  |  |  |  |  |  |  |  |
|  |  |  |  |            |            |            |            |            |            |  |  |       |       |       |       |                   |                   |                   |                   |                     |                     |                     |                     |                     |                     |  |  |                               |                               |                               |                               |                               |                               |       |       |                   |                   |                   |                   |                        |                   |                   |                   |                   |                   |        |        |        |        |  |  |          |          |          |          |          |          |  |  |         |         |         |         |                        |                        |                        |                        |                          |                          |                          |                          |                          |                          |  |  |          |          |          |          |          |          |  |  |  |  |  |  |  |  |  |  |  |  |  |  |  |  |  |  |  |  |  |  |  |  |  |  |  |  |  |  |
|  |  |  |  |            |            |            |            |            |            |  |  |       |       |       |       |                   |                   |                   |                   |                     |                     |                     |                     |                     |                     |  |  |                               |                               |                               |                               |                               |                               |       |       |                   |                   |                   |                   |                        |                   |                   |                   |                   |                   |        |        |        |        |  |  |          |          |          |          |          |          |  |  |         |         |         |         |                        |                        |                        |                        |                          |                          |                          |                          |                          |                          |  |  |          |          |          |          |          |          |  |  |  |  |  |  |  |  |  |  |  |  |  |  |  |  |  |  |  |  |  |  |  |  |  |  |  |  |  |  |
|  |  |  |  |            |            |            |            |            |            |  |  |       |       |       |       |                   |                   |                   |                   |                     |                     |                     |                     |                     |                     |  |  |                               |                               |                               |                               |                               |                               |       |       |                   |                   |                   |                   |                        |                   |                   |                   |                   |                   |        |        |        |        |  |  |          |          |          |          |          |          |  |  |         |         |         |         |                        |                        |                        |                        |                          |                          |                          |                          |                          |                          |  |  |          |          |          |          |          |          |  |  |  |  |  |  |  |  |  |  |  |  |  |  |  |  |  |  |  |  |  |  |  |  |  |  |  |  |  |  |
|  |  |  |  | Pétronille | Pétronille | Pétronille | Pétronille | Pétronille | Pétronille |  |  |       |       |       |       | Edmond le Lainier | Edmond le Lainier | Edmond le Lainier | Edmond le Lainier | Edmond le Lainier   | Edmond le Lainier   |                     |                     |                     |                     |  |  | Anthony prieur de Kingsbridge | Anthony prieur de Kingsbridge | Anthony prieur de Kingsbridge | Anthony prieur de Kingsbridge | Anthony prieur de Kingsbridge | Anthony prieur de Kingsbridge |       |       |                   |                   |                   |                   | Gérald Fitzgerald      | Gérald Fitzgerald | Gérald Fitzgerald | Gérald Fitzgerald | Gérald Fitzgerald | Gérald Fitzgerald |        |        |        |        |  |  |          |          |          |          |          |          |  |  |         |         |         |         | Roland comte de Shring | Roland comte de Shring | Roland comte de Shring | Roland comte de Shring | Roland comte de Shring   | Roland comte de Shring   |                          |                          |                          |                          |  |  |          |          |          |          |          |          |  |  |  |  |  |  |  |  |  |  |  |  |  |  |  |  |  |  |  |  |  |  |  |  |  |  |  |  |  |  |
|  |  |  |  | Pétronille | Pétronille | Pétronille | Pétronille | Pétronille | Pétronille |  |  |       |       |       |       | Edmond le Lainier | Edmond le Lainier | Edmond le Lainier | Edmond le Lainier | Edmond le Lainier   | Edmond le Lainier   |                     |                     |                     |                     |  |  | Anthony prieur de Kingsbridge | Anthony prieur de Kingsbridge | Anthony prieur de Kingsbridge | Anthony prieur de Kingsbridge | Anthony prieur de Kingsbridge | Anthony prieur de Kingsbridge |       |       |                   |                   |                   |                   | Gérald Fitzgerald      | Gérald Fitzgerald | Gérald Fitzgerald | Gérald Fitzgerald | Gérald Fitzgerald | Gérald Fitzgerald |        |        |        |        |  |  |          |          |          |          |          |          |  |  |         |         |         |         | Roland comte de Shring | Roland comte de Shring | Roland comte de Shring | Roland comte de Shring | Roland comte de Shring   | Roland comte de Shring   |                          |                          |                          |                          |  |  |          |          |          |          |          |          |  |  |  |  |  |  |  |  |  |  |  |  |  |  |  |  |  |  |  |  |  |  |  |  |  |  |  |  |  |  |
|  |  |  |  |            |            |            |            |            |            |  |  |       |       |       |       |                   |                   |                   |                   |                     |                     |                     |                     |                     |                     |  |  |                               |                               |                               |                               |                               |                               |       |       |                   |                   |                   |                   |                        |                   |                   |                   |                   |                   |        |        |        |        |  |  |          |          |          |          |          |          |  |  |         |         |         |         |                        |                        |                        |                        |                          |                          |                          |                          |                          |                          |  |  |          |          |          |          |          |          |  |  |  |  |  |  |  |  |  |  |  |  |  |  |  |  |  |  |  |  |  |  |  |  |  |  |  |  |  |  |
|  |  |  |  | Godwyn     | Godwyn     | Godwyn     | Godwyn     | Godwyn     | Godwyn     |  |  | Alice | Alice | Alice | Alice | Alice             | Alice             |                   |                   | Elfric le Bâtisseur | Elfric le Bâtisseur | Elfric le Bâtisseur | Elfric le Bâtisseur | Elfric le Bâtisseur | Elfric le Bâtisseur |  |  | Caris                         | Caris                         | Caris                         | Caris                         | Caris                         | Caris                         |       |       | Merthin           | Merthin           | Merthin           | Merthin           | Merthin                | Merthin           |                   |                   | Ralph             | Ralph             | Ralph  | Ralph  | Ralph  | Ralph  |  |  | Philippa | Philippa | Philippa | Philippa | Philippa | Philippa |  |  | William | William | William | William | William                | William                |                        |                        | Richard évêque de Shring | Richard évêque de Shring | Richard évêque de Shring | Richard évêque de Shring | Richard évêque de Shring | Richard évêque de Shring |  |  | Margerie | Margerie | Margerie | Margerie | Margerie | Margerie |  |  |  |  |  |  |  |  |  |  |  |  |  |  |  |  |  |  |  |  |  |  |  |  |  |  |  |  |  |  |
|  |  |  |  | Godwyn     | Godwyn     | Godwyn     | Godwyn     | Godwyn     | Godwyn     |  |  | Alice | Alice | Alice | Alice | Alice             | Alice             |                   |                   | Elfric le Bâtisseur | Elfric le Bâtisseur | Elfric le Bâtisseur | Elfric le Bâtisseur | Elfric le Bâtisseur | Elfric le Bâtisseur |  |  | Caris                         | Caris                         | Caris                         | Caris                         | Caris                         | Caris                         |       |       | Merthin           | Merthin           | Merthin           | Merthin           | Merthin                | Merthin           |                   |                   | Ralph             | Ralph             | Ralph  | Ralph  | Ralph  | Ralph  |  |  | Philippa | Philippa | Philippa | Philippa | Philippa | Philippa |  |  | William | William | William | William | William                | William                |                        |                        | Richard évêque de Shring | Richard évêque de Shring | Richard évêque de Shring | Richard évêque de Shring | Richard évêque de Shring | Richard évêque de Shring |  |  | Margerie | Margerie | Margerie | Margerie | Margerie | Margerie |  |  |  |  |  |  |  |  |  |  |  |  |  |  |  |  |  |  |  |  |  |  |  |  |  |  |  |  |  |  |
|  |  |  |  |            |            |            |            |            |            |  |  |       |       |       |       |                   |                   |                   |                   |                     |                     |                     |                     |                     |                     |  |  |                               |                               |                               |                               |                               |                               |       |       |                   |                   |                   |                   |                        |                   |                   |                   |                   |                   |        |        |        |        |  |  |          |          |          |          |          |          |  |  |         |         |         |         |                        |                        |                        |                        |                          |                          |                          |                          |                          |                          |  |  |          |          |          |          |          |          |  |  |  |  |  |  |  |  |  |  |  |  |  |  |  |  |  |  |  |  |  |  |  |  |  |  |  |  |  |  |
|  |  |  |  |            |            |            |            |            |            |  |  |       |       |       |       |                   |                   |                   |                   | Griselda            |                     |                     |                     |                     |                     |  |  |                               |                               |                               |                               |                               |                               |       |       |                   |                   |                   |                   |                        |                   |                   |                   |                   |                   |        |        |        |        |  |  |          |          |          |          |          |          |  |  |         |         |         |         |                        |                        |                        |                        |                          |                          |                          |                          |                          |                          |  |  |          |          |          |          |          |          |  |  |  |  |  |  |  |  |  |  |  |  |  |  |  |  |  |  |  |  |  |  |  |  |  |  |  |  |  |  |

### Personnages principaux
Au cours de l'histoire, cinq personnages sont suivis successivement à la troisième personne, et correspondent aux personnages principaux :
Merthin
Lointain descendant de Jack le Batisseur, il est intelligent et se montre être un habile artisan. Dès l'enfance il tombe amoureux de Caris.
Caris
Enfant, puis femme indépendante, exécrant toute idée de mariage et de soumission à un homme, elle est d'une intelligence vive. Depuis son enfance elle est attirée par la médecine.
Gwenda
Vivant dans une famille miséreuse, elle est forcée par son père d'apprendre le vol et l'escroquerie. Elle se lie toutefois d'amitié avec Caris, et ne désire que vivre honnêtement avec le jeune paysan Wulfric
Ralph
Frère cadet de Merthin, il est radicalement différent autant physiquement que psychologiquement. Très jeune il montre des goûts pour la violence et ambitionne de devenir chevalier
Frère Godwyn
Sacristain du prieuré de Kingsbridge au début de l'histoire, il ambitionne de devenir le nouveau prieur.

### Personnages secondaires
- Sir Thomas Langley
- Pétronille
- Wulfric
- Edmond
- Prieur Anthony
- Mère Cécilia
- Elfric
- Annet
- Philémon

## Premières éditions
Éditions imprimées en anglais
- Royaume-Uni : (en) Ken Follett, World Without End, Londres, Macmillan, 4 octobre 2007, 1120 p. (ISBN 978-0-230-70459-6)
- États-Unis : (en) Ken Follett, World Without End, New York, Dutton, 9 octobre 2007, 1014 p. (ISBN 978-0-525-95007-3, LCCN 2007026639)

Livres audio en anglais
- Texte intégral : (en) Ken Follett (auteur) et John Lee (narrateur), World Without End, Penguin audio, 9 octobre 2007 (ISBN 978-0-14-314235-5)Support : 36 CD audio, durée : environ 45 h 24 min.
- Texte abrégé : (en) Ken Follett (auteur) et Richard E. Grant (narrateur), World Without End, Penguin audio, 9 octobre 2007 (ISBN 978-0-14-314236-2)Support : 12 CD audio, durée : inconnue.

Édition imprimées en français
- Ken Follett (auteur), Viviane Mikhalkov (traductrice), Leslie Boitelle (traductrice) et Hannah Pascal (traductrice) (trad. de l'anglais), Un monde sans fin : roman [« World Without End »], Paris, Robert Laffont, 2 octobre 2008, 1285 p. (ISBN 978-2-221-09619-2 et 2-221-09619-3, BNF 41370539)

Livre audio en français
- Ken Follett (auteur), Viviane Mikhalkov (traductrice), Leslie Boitelle (traductrice), Hannah Pascal (traductrice), Jean-Marc Galéra (narrateur) et Véronique Groux de Miéri (narratrice), Les Piliers de la Terre. Tome 3 : Un monde sans fin [« World Without End »], La Roque-sur-Pernes, VDB, 1er mars 2010 (ISBN 978-2-84694-828-9)Support du livre audio : 5 CD MP3, durée totale : environ 54 heures. Le titre du livre audio, incluant « Tome 3 », s'explique par le choix des éditions Stock, en 1990, de diviser le roman Les Piliers de la terre en deux tomes intitulés « Ellen » et « Aliena », choix qui avait été répercuté par les éditions VDB lors de la réalisation de la version audio du roman. Les notices du livre audio, dans les catalogues de librairies en ligne, ne créditent pas les traductrices.

## Adaptations
- Le roman a été adapté sous forme de jeu de société en 2009 par Michael Rieneck (de) et Stefan Stadler (de).
- Le feuilleton télévisé Un monde sans fin a été réalisé par Michael Caton-Jones en 2012[1].